# Nilótico

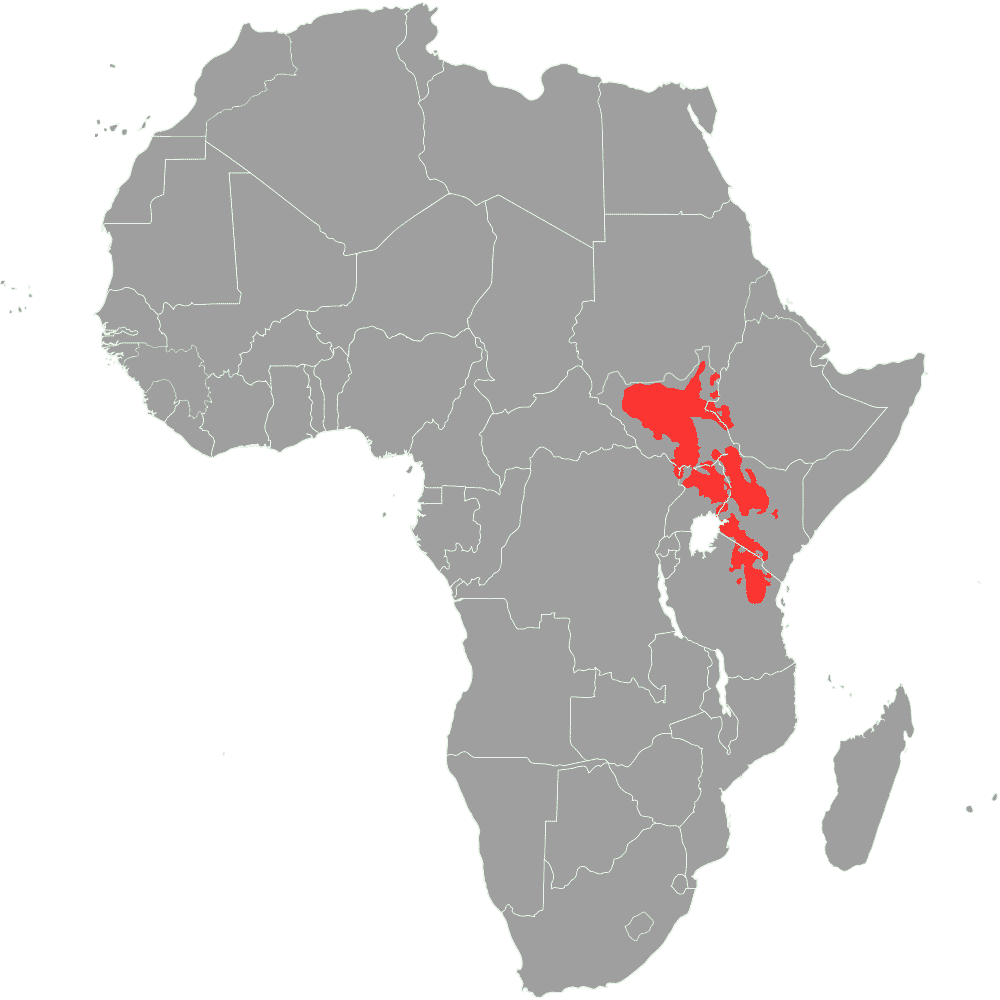
Extensión de las lenguas nilóticas.

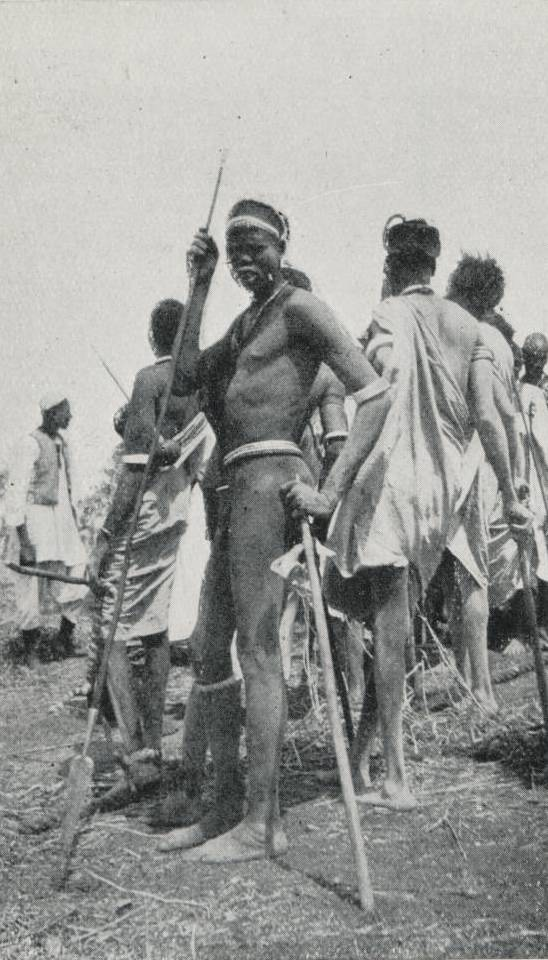
Pueblo shilluk.

Nilótico o nilotas es una categoría lingüística que agrupa a un conjunto de idiomas originarios del Sudán, en las riberas del valle del Alto Nilo. Al igual que sucede con el término bantú, no se trata de un concepto etnográfico sino lingüístico. Sin embargo, en la práctica se extendió su uso para designar a los ancestros y descendientes de los pueblos que formaron parte del proceso de consolidación y expansión territorial de las lenguas nilóticas.  
Investigaciones multidisciplinares permiten situar sobre el año 1000 a. C. una primera oleada de pequeñas migraciones desde el Sudán hacia los valles de Kenia y Tanzania de hablantes nilóticos. Tradicionalmente se los llamó nilotas de las Tierras Altas y sus comunidades se integraron o ampliaron con miembros de otros pueblos descendientes de los khoisan, cusitas y bantúes a lo largo de un proceso que duró más de dos milenios y medio. A la primera oleada le siguieron otra interior, de expansión en valles del Alto Nilo y los lagos del norte de Uganda, llamada Río-lagos; y una más tardía, probablemente hacia mediados del segundo milenio de la era cristiana que se dirigió al este ocupando territorios de la actual Etiopía y Sudán del Sur.
Este macro-grupo lingüístico reúne unas 43.000.000 de personas que se consideran integrantes de alguna de las etnias o culturas derivadas de los ancestrales nilotas. Geográficamente ocupan mayoritariamente los territorios de Kenia, Tanzania, Uganda, Sudán, Sudán del Sur y Etiopía. Clasificaciones como las de Ethnologue y Joshua Project, señalan más de 90 grandes grupos de comunidades humanas como nilóticas, varias de ellas integradas por más de un millón de personas.

## Etnónimo
El nombre nilótico o nilota deriva del topónimo Nilo. Las evidencias señalan a este río y sus valles como la cuna del complejo de lenguas nilóticas que diversos pueblos comenzaron a expandir por África en algún momento entre el año 1.000 y el 500 a. C.

## Demografía
En Sudán del Sur se encuentran los dinka (los más numerosos), seguidos por los nuer y los shilluk. Los nilóticos de Uganda incluyen a miembros del grupo luo (acholi, alur y jopadhola), los ateker (iteso y karamojong), y los lango y kumam.
En Kenia, los nilóticos se clasifican a menudo en tres subgrupos:
- nilóticos de las llanuras, que hablan lenguas maa: masái, samburu y turkana.
- nilóticos del lago: joluo (luo de Kenia), que son parte del grupo luo.
- nilóticos de las tierras altas o kalenjin, que incluyen varios grupos menores: elgeyo, keiyo, kipsigis, marakwet, nandi, pokot, sabaot, terik, y tugen.

La población del complejo nilótico supera los 43 millones en territorio africano. Kenia es el país con mayor presencia de este complejo lingüístico con 16.094.900 integrantes, pero porcentualmente el mayor índice se encuentra en Sudán del Sur donde representan el 82% de la población total del país.  Uganda cuenta con 12 millones de nilotas, equivalente al 27% del censo nacional. Sin el peso demográfico de los anteriores países, el grupo nilótico es una minoría reconocible en países como Eritrea (3%), Tanzania (3%), Sudán (1,7%), Etiopía (1,6%) y la República Democrática del Congo (1,25%).
| País                            | Nilóticos  | % censo |
| ------------------------------- | ---------- | ------- |
| Kenia                           | 16.094.900 | 30      |
| Uganda                          | 12.033.000 | 27      |
| Sudán del Sur                   | 8.988.600  | 82      |
| Tanzania                        | 1.867.000  | 3       |
| Etiopía                         | 1.771.500  | 1.6     |
| República Democrática del Congo | 1.322.000  | 1.25    |
| Sudán                           | 809.700    | 1.7     |
| Eritrea                         | 185.000    | 3       |

## Lenguas nilóticas
Desde este punto de vista las lenguas nilóticas son consideradas una subfamilia de las lenguas nilo-saharianas, a sus vez dividida en tres subgrupos:
- nilóticas orientales (desde Sudán del Sur hasta el norte de Tanzania). Según Vossen, clasificados en:
  - bari
  - teso-lotuho-maa:
    - teso-turkana (o ateker): teso, turkana, karimojong
    - lotuko-maa:
      - grupo lotuko: lotuko, lango, lopit, lokoya, dongotono
      - ongamo-maa
        - ongamo
        - maa: masái, camus, samburu
- nilóticas meridionales (oeste de Kenia y norte de Tanzania).
  - Grupo kalenjin
  - Grupo omotik-datooga
- nilóticas occidentales (unas 22 lenguas habladas en Sudán del Sur (dinka), este de Uganda y sur de Kenia hasta el norte de Tanzania).
  - dinka-nuer (nuer, atwot/ree), dinka).
  - luo
    - grupo norte (shilluk, anuak, luwo (jur), thuri, bor belanda, burun, mabaan, jumjum, päri).
    - grupo sur (adhola, kumam, labwor, lwo, acholi, lango, alur, dholuo).

## Antropología
La antropología colonial de finales del siglo XIX y la primera mitad del XX utilizó los términos nilótico y nilota como parte de una clasificación racial basada en una supuesta morfología corporal propia de los hablantes nilóticos. Las ciencias sociales a partir de mediados del siglo XX descartaron en gran medida esos esfuerzos de la antropología física a favor de los estudios etnográficos culturales y las investigaciones lingüísticas que permitían una mejor comprensión de las comunidades humanas y sus identidades. La arqueología y los estudios genéticos sumaron sus aportes permitiendo avanzar en la explicación de los movimientos poblacionales y sus consecuencias lingüísticas y culturales hacia dentro y fuera del continente africano.